# 髙森八四郎
髙森 八四郎（たかもり はちしろう、1942年 - 2023年1月）は、日本の法学者。専門は民法。弁護士。関西大学名誉教授。朝日大学法学部、同大学院法学研究科教授。瑞宝中綬章受章。北海道勇払郡厚真町出身。

## 略歴
- 1966年 - 名城大学法学部法律学科卒業
- 1968年 - 名古屋大学大学院法学研究科私法学専攻修士課程修了
- 1971年 - 名古屋大学大学院法学研究科私法学専攻博士課程単位取得満期退学
- 1972年 - 関西大学法学部専任講師
- 1975年 - 関西大学法学部助教授
- 1982年 - 関西大学法学部教授、以降、学生部長、教学部長（現・副学長）、就職部長を歴任
- 2000年 - 日本私法学会理事
- 2004年 - 関西大学名誉教授、甲南大学法科大学院教授
- 2008年 - 東海大学法科大学院教授
- 2009年 - 朝日大学法学部、同大学院法学研究科教授
- 2020年 - 瑞宝中綬章受章[3][4]

## 著書
- 『法律行為論の研究』（関大出版部／1991年10月）
- 『示談と損害賠償』（関大出版部／1995年2月）
- 『民法講義1総則』（法律文化社／1996年4月）
- 『表見代理理論の再構成』（法律文化社／1990年11月、髙森哉子との共著）